# Зелёная жаба
Зелёная жаба (лат. Bufotes viridis) — бесхвостое земноводное из семейства жаб рода зелёные жабы.

## Распространение
Обитает в Южной и Центральной Европе, Северной Африке, Передней, Средней и Центральной Азии. Более южный вид, чем серая жаба, на севере доходит только до Вологодской и Кировской областей.

## Образ жизни
Предпочитает открытые места: поля, луга, поймы рек. Окрас: крупные тёмно-зелёные пятна, обрамлённые узкой чёрной каймой, на светло-серо-оливковом фоне. Рацион составляют в основном беспозвоночные, обитающие на суше. Имеет два способа защиты от врагов: маскирующая окраска и токсичные выделения на коже. Зелёная жаба бывает у водоёмов только в период нереста. Ведёт сумеречный образ жизни, а днём прячется в норах грызунов, щелях стен, в ямках, которые редко роет сама. Задние ноги у неё немного длиннее передних, что позволяет ей передвигаться небольшими прыжками, в отличие от других видов жаб.

## Размножение
Размножение в феврале — июле, в зависимости от широты и высоты над уровнем моря. Вокализирующие самцы иногда встречаются и в августе. Спаривание происходит на мелководье. Головастики выклёвываются обычно в мае. На мелководье около берегов личинки образуют большие скопления, содержащие тысячи особей. Частое использование мелких водоемов для икрометания ведёт к высокой смертности яиц и личинок от пересыхания. Это компенсируется высокой плодовитостью самок, широким спектром используемых водоемов и растянутым периодом размножения в пределах популяции. Метаморфоз на юге ареала в июне — августе, иногда в сентябре.